# Schidne (obwód doniecki)
Schidne (ukr. Східне, do 2024 Woschod, ukr. Восход) – osiedle na Ukrainie, w obwodzie donieckim, w rejonie pokrowskim, w hromadzie Oczeretyne. W 2001 liczyło 52 mieszkańców.